# Formiana
Formiana là một chi bướm đêm thuộc họ Geometridae.